# بيتر فرنانديز
بيتر فرنانديز (بالإنجليزية: Peter Fernandez)‏ هو كاتب سيناريو وعارض وممثل أمريكي، ولد في 29 يناير 1927 بنيويورك في الولايات المتحدة، وتوفي في 15 يوليو 2010 في الولايات المتحدة بسبب سرطان الرئة.

## أعمال

### أفلام
- (1979) تارو الولد التنين

## وصلات خارجية
- بيتر فرنانديز على موقع IMDb (الإنجليزية)
- بيتر فرنانديز على موقع ألو سيني (الفرنسية)
- بيتر فرنانديز على موقع ميوزك برينز (الإنجليزية)
- بيتر فرنانديز على موقع أول موفي (الإنجليزية)
- بيتر فرنانديز على موقع قاعدة بيانات الأفلام السويدية (السويدية)
- بيتر فرنانديز على موقع قاعدة بيانات الفيلم (الإنجليزية)
- بيتر فرنانديز على موقع كينوبويسك (الروسية)